# Смит (округ, Виргиния)
Округ Смит (англ. Smyth County) располагается в США, в штате Виргиния. По состоянию на 2010 год, численность населения составляла 32 208 человек. Получил своё название в честь американского политика Александра Смита.

## География
По данным Бюро переписи США, общая площадь округа равняется 1171 км², из которых 1168 км² суша и 4 км² или 0,3% это водоёмы.

### Соседние округа
- Расселл (Виргиния) — северo-запад
- Тазуэлл (Виргиния) — север
- Бланд (Виргиния) — северo-восток
- Уит (Виргиния) — восток
- Грейсон (Виргиния) — юг
- Вашингтон (Виргиния) — юго-запад

## Демография
По данным переписи населения 2000 года в округе проживает 33 081 жителей в составе 13 493 домашних хозяйств и 9 607 семей. Плотность населения составляет 28 человек на км². На территории округа насчитывается 15 111 жилых строений, при плотности застройки 13 строений на км². Расовый состав населения: белые - 96,86%, афроамериканцы - 1,87%, коренные американцы (индейцы) - 0,15%, азиаты - 0,18%, представители других рас - 0,32%, представители двух или более рас - 0,60%. Испаноязычные составляли 0,86% населения.
В составе 29,20 % из общего числа домашних хозяйств проживают дети в возрасте до 18 лет, 55,70 % домашних хозяйств представляют собой супружеские пары проживающие вместе, 11,20 % домашних хозяйств представляют собой одиноких женщин без супруга, 28,80 % домашних хозяйств не имеют отношения к 
семьям, 26,00 % домашних хозяйств состоят из одного человека, 12,50 % домашних хозяйств состоят из престарелых (65 лет и старше), проживающих в одиночестве. Средний размер домашнего хозяйства составляет 2,37 человека, и средний размер семьи 2,83 человека.
Возрастной состав округа: 21,60 % моложе 18 лет, 8,00 % от 18 до 24, 28,10 % от 25 до 44, 26,00 % от 45 до 64 и 16,30 % от 65 и старше. Средний возраст жителя округа 40 лет. На каждые 100 женщин приходится 93,80 мужчин. На каждые 100 женщин старше 18 лет приходится 90,50 мужчин.
Средний доход на домохозяйство в округе составлял 30 083 USD, на семью — 36 392 USD. Среднестатистический заработок мужчины был 26 698 USD против 19 712 USD для женщины. Доход на душу населения был 16 105 USD. Около 9,90% семей и 13,30% общего населения находились ниже черты бедности, в том числе - 15,20% молодежи (тех кому ещё не исполнилось 18 лет) и 14,00% тех кому было уже больше 65 лет.